# (3021) Lucubratio
(3021) Lucubratio es un asteroide perteneciente al cinturón de asteroides descubierto por Paul Wild desde el Observatorio de Berna-Zimmerwald, Suiza, el 6 de febrero de 1967.

## Designación y nombre
Lucubratio se designó inicialmente como 1967 CB.
Posteriormente, en 1992, fue nombrado con la palabra latina para «trabajo nocturno».

## Características orbitales
Lucubratio orbita a una distancia media del Sol de 3,195 ua, pudiendo acercarse hasta 2,408 ua y alejarse hasta 3,982 ua. Su excentricidad es 0,2463 y la inclinación orbital 16,53 grados. Emplea en completar una órbita alrededor del Sol 2086 días.

## Características físicas
La magnitud absoluta de Lucubratio es 11,9.